# Die Katzen von Ulthar

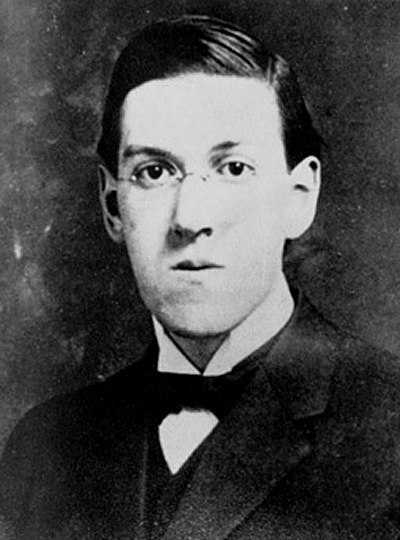
H. P. Lovecraft, Fotografie aus dem Jahre 1915

Die Katzen von Ulthar (englischer Originaltitel: The Cats of Ulthar) ist eine Kurzgeschichte des amerikanischen Schriftstellers H. P. Lovecraft. Sie wurde im Juni 1920 geschrieben und erstmals in dem Amateurjournal Tryout im November desselben Jahres veröffentlicht.
In der durch die Arbeiten von Baron Dunsany beeinflussten Geschichte geht es um die göttliche Rache an einem Paar für die Tötung mehrerer Katzen durch die namensgebenden Katzen von Ulthar. Sowohl die Stadt Ulthar wie auch einzelne Personen der Geschichte tauchen auch in anderen Erzählungen Lovecrafts auf.

## Handlung
Die Geschichte beginnt mit der Aussage, dass in der fiktiven Stadt Ulthar jenseits des Flusses Skai das Töten von Katzen verboten sei, und einer kurzen Auslassung über die besondere Rolle und Bedeutung der Katzen als Seele des antiken Ägyptens, als Vermittler des Wissens der antiken Städte Meroë und Ophir und in ihrer Verwandtschaft mit den Herren des Dschungels und der Sphinx, die als ihre jüngere Cousine bezeichnet wird. Danach erzählt der unbenannte Erzähler eine Geschichte, die den Ursprung dieses Gesetzes erklären soll.
Demnach kam eine Karawane dunkler Wanderer in die Stadt Ulthar, die sich durch ihr Auftreten und ihre Religion sehr von den anderen Karawanen, die sonst durch Ulthar kamen, unterschied. Bei ihnen ist der Junge Menes, der durch die Pest beide Eltern verlor, aber Trost bei einem kleinen Kätzchen findet. Drei Tage nach der Ankunft der Karawane kann Menes sein Kätzchen nicht finden. Die Einwohner der Stadt erzählen ihm darauf von einem alten Ehepaar, das in einer kleinen Hütte in der Nähe der Stadt lebt und grundlos alle Katzen tötet, die sich ihrem Heim nähern. Menes betet daraufhin zum Himmel in einer Sprache, die kein Einwohner Ulthars versteht. Während des Gebets bilden sich am Himmel aus den Wolken nebelhafte Gestalten, die den Götzen der dunklen Wanderer gleichen. In der Nacht desselben Tages verlässt die Karawane die Stadt und kehrt nie wieder zurück.
Die Bürger der Stadt bemerken daraufhin, dass alle Katzen verschwunden sind. Erst fällt der Verdacht auf die dunklen Wanderer, aber da von einem Jungen namens Atal beobachtet wurde, dass alle Katzen zu der Hütte des alten Ehepaars gelaufen sind, verdächtigt man dann diese, für deren Verschwinden verantwortlich zu sein. Keiner der Stadtbewohner ist allerdings mutig genug, das alte Ehepaar zur Rede zu stellen. Am nächsten Morgen tauchen alle Katzen wieder bei ihren Besitzern auf und nehmen zwei Tage lang keine Nahrung zu sich. Mit der Zeit fällt das Fehlen des Ehepaars auf und der Bürgermeister von Ulthar begibt sich zu der Hütte ebendieser. Dort findet er nur die zwei abgenagten Skelette der Bewohner vor und in den Ecken der Hütte einige seltsame Käfer. Danach wurde in Ulthar das Töten von Katzen verboten.

## Entstehung und Veröffentlichung
Die Kurzgeschichte Die Katzen von Ulthar wurde am 15. Juni 1920 von H.P. Lovecraft geschrieben und bereits im November im gleichen Jahr in dem Magazin The Tryout veröffentlicht. Im Februar 1926 wurde die Geschichte auch als Neuabdruck in The Weird Tales aufgenommen, eine weitere Veröffentlichung in diesem Magazin erfolgte im Februar 1933. Ein Freund von Lovecraft, Robert Barlow, veröffentlichte 1935 die Geschichte über seine Dagon Fly Press in geringer Auflage.

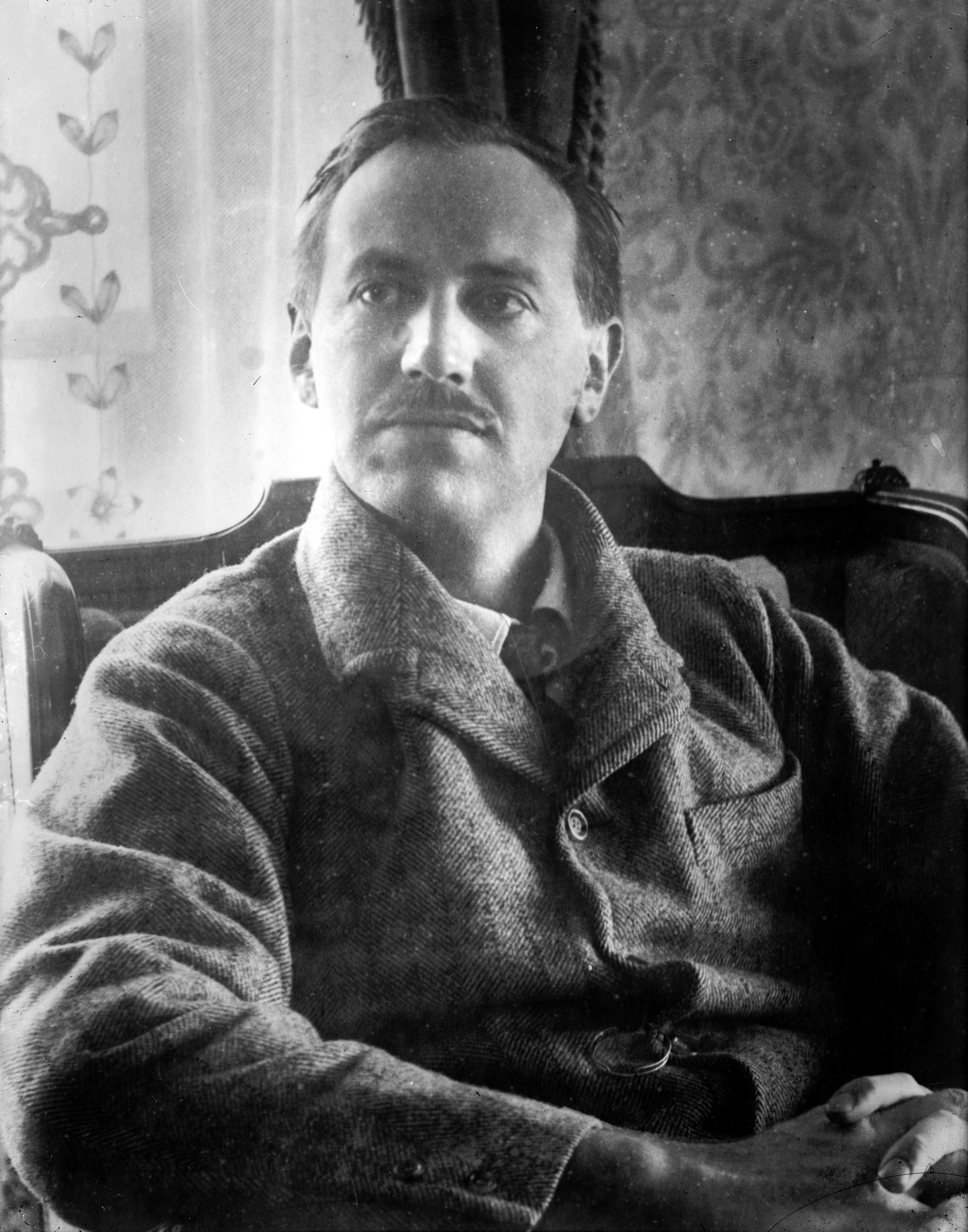
Der Einfluss von Edward Plunkett, 18. Baron Dunsany ist hier und bei anderen Lovecraft-Geschichten vorhanden.

In Die Katzen von Ulthar kommt nach Angaben von Sunand T. Joshi und David E. Schultz der große Einfluss von Edward Plunkett, 18. Baron Dunsany auf das Werk von Lovecraft zum Tragen. Wie bei anderen Geschichten wird auch hier auf die Erzählweise wie auch auf einzelne Aspekte aus dem Werk von Baron Dunsany zurückgegriffen. So ist der Name des jungen Menes wahrscheinlich abgeleitet von „König Argimenes“ aus dem Schauspiel King Argimenes and the Unknown Warrior von 1910/11 und die „dunklen Wanderer“ („dark wanderers“) lehnen sich wahrscheinlich an den Passus „Wanderer … a weird dark tribe“ aus Idle days on the Yann in den Dreamer Tales von 1910 an. Wahrscheinlich wurde die gesamte Geschichte inspiriert von Baron Dunsanys The Book of Wonder von 1912, in dem elementare Rache und göttliche Gerechtigkeit ein zentrales Motiv ist.
Die Geschichte erschien danach regelmäßig in zahlreichen Sammelbänden mit Lovecraft-Texten. 2019 wurde die Geschichte in die Sammlung The New Annotated H.P. Lovecraft: Beyond Arkham von Leslie S. Klinger aufgenommen, 2021 erschien sie auch in der ins Deutsche übersetzten Version H.P. Lovecraft – Das Werk II in einer neuen Übersetzung von Andreas Fliedner und Alexander Pechmann.

## Interpretation und Rezeption
H.P. Lovecraft war ein ausgesprochener Katzenliebhaber, was auch in seinem Essay Something About Cats zum Ausdruck gebracht wurde. Er zeigte seine Vorliebe für Katzen besonders in der Einleitung der Geschichte:

„Denn die Katze ist geheimnisvoll und vertraut mit sonderbaren Dingen, die der Mensch nicht sehen kann. Sie ist die Seele des alten Ägypten und bringt Erzählungen aus vergessenen Städten in Meroë und Ophir mit. Sie ist aus dem Geschlecht der Herren des Dschungels und Erbin der Geheimnisse des uralten und unheimlichen Afrika. Die Sphinx ist ihre Cousine und die Katze spricht ihre Sprache. Doch ist sie älter als die Sphinx und erinnert sich an das, was jene vergessen hat.“

### Einbettung in das Werk Lovecrafts
Nach Leslie S. Klinger wurde mehrfach versucht, Die Katzen von Ulthar in Lovecrafts Cthulhu-Mythos zu integrieren, die hier erwähnten Götter scheinen ihm zufolge „allerdings nur entfernte Verwandte jener furchterregenden Gestalten aus Cthulhus Ruf und Der Schrecken der Finsternis zu sein“.
Die fiktive Stadt „Ulthar jenseits des Flusses Skai“ ist auch Bestandteil von Lovecrafts Geschichte The Other Gods (Die anderen Götter), die Lovecraft wahrscheinlich 1921 schrieb und die 1933 zum ersten Mal veröffentlicht wurde. Auch in weiteren Geschichten griff er die Stadt auf, etwa in The Silver Key (Der silberne Schlüssel, 1926), The Strange High House in the Mist (Das merkwürdige hochgelegene Haus im Nebel, 1926) und The Dream-Quest of Unknown Kadath (Die Traumsuche nach dem unbekannten Kadath, 1926/27). Zugleich geht Klinger davon aus, dass das Wort „ultor“ in der lateinischen Sprache „Rache“ bedeutet und er es aus diesem Grunde als Basis für den Namen der Stadt verwendete.
Auch der kleine Junge Atal, der als Zeuge die Katzen im Haus des alten Ehepaares verschwinden sah, taucht in anderen Geschichten wieder auf: In The Other Gods ist er ein Priester, in The Dream-Quest of Unknown Kadath ein alter Mann. Am Ende der Geschichte erwähnt Lovecraft zudem die Orte Hatheg und Nir, in denen über das Gesetz geredet wird. Auch diese tauchen in The Other Gods und The Dream-Quest of Unknown Kadath auf.

### Abgeleitete Werke und moderne Rezeption
Wie bei anderen Erzählungen Lovecrafts gibt es auch von Die Katzen von Ulthar mehrere abgeleiteten Werke und moderne Rezeptionen. So wurde etwa der Name Ulthar aufgegriffen für die Benennung der kalifornischen Metalband Ulthar, die sich mit Veröffentlichungen wie den beiden Alben Anthronomicon und Helionomicon sowie zahlreicher Songtitel im Lovecraft-Universum bewegt. Auch das britische Musiklabel Ulthar Records nutzt den Namen der Stadt als Namensgeber.

## Belege
1. ↑  The Cats of Ulthar. In: The Tryout 6 (11), November 1920; S. 3–9.
2. ↑  The Cats of Ulthar. In: The Weird Tales 7 (2), Februar 1926; S. 252–254.
3. ↑  The Cats of Ulthar. In: The Weird Tales 21 (2), Februar 1933; S. 259–261.
4. 1 2 3 4 5  Die Katzen von Ulthar. In: Leslie S. Klinger: H.P. Lovecraft – Das Werk II. Übersetzung von Andreas Fliedner und Alexander Pechmann, Originaltitel The New Annotated H.P. Lovecraft: Beyond Arkham. Fischer Tor, Frankfurt am Main 2021, ISBN 978-3-596-70046-2, S. 61–64; hier Vorbemerkung, S. 61.
5. 1 2  Cats of Ulthar, The. In: S. T. Joshi, David E. Schultz: An H. P. Lovecraft Encyclopedia. Greenwood Publishing Group, 2001, S. 35.
6. ↑  Im Original: For the cat is cryptic, and close to strange things which men cannot see. He is the soul of antique Aegyptus, and bearer of tales from forgotten cities in Meroë and Ophir. He is the kin of the jungle's lords and heir to the secrets of hoary and sinister Africa. The sphinx is his cousin, and he speaks her language; but he is more ancient than the sphinx, and remembers that which she hath forgotten. (The Dreams in the Witch House. Penguin, 2004, S. 19)
7. ↑  Die anderen Götter. In: Leslie S. Klinger: H.P. Lovecraft – Das Werk II. Übersetzung von Andreas Fliedner und Alexander Pechmann, Originaltitel The New Annotated H.P. Lovecraft: Beyond Arkham. Fischer Tor, Frankfurt am Main 2021, ISBN 978-3-596-70046-2, S. 126–130.
8. ↑  Anhang 4: Vollständiges Verzeichnis aller in H.P. Lovecrafts Erzählungen erwähnter Orte. In: Leslie S. Klinger: H.P. Lovecraft – Das Werk II. Übersetzung von Andreas Fliedner und Alexander Pechmann, Originaltitel The New Annotated H.P. Lovecraft: Beyond Arkham. Fischer Tor, Frankfurt am Main 2021, ISBN 978-3-596-70046-2, S. 459–504, hier S. 501.
9. ↑  Die Katzen von Ulthar. In: Leslie S. Klinger: H.P. Lovecraft – Das Werk II. Übersetzung von Andreas Fliedner und Alexander Pechmann, Originaltitel The New Annotated H.P. Lovecraft: Beyond Arkham. Fischer Tor, Frankfurt am Main 2021, ISBN 978-3-596-70046-2, S. 61–64; hier Anmerkung 7, S. 63.
10. ↑  Die Katzen von Ulthar. In: Leslie S. Klinger: H.P. Lovecraft – Das Werk II. Übersetzung von Andreas Fliedner und Alexander Pechmann, Originaltitel The New Annotated H.P. Lovecraft: Beyond Arkham. Fischer Tor, Frankfurt am Main 2021, ISBN 978-3-596-70046-2, S. 61–64; hier Anmerkung 7, S. 64.
11. ↑  Ulthar auf discogs.com; abgerufen am 6. August 2023.
12. ↑  Ulthar Records auf discogs.com; abgerufen am 6. August 2023.